# Juan Godoy (futbolista)
Juan Sinforiano Godoy Viñales (Yasy Cañy, Canindeyú, 23 de junio de 1993) es un futbolista paraguayo nacionalizado boliviano. Juega como delantero y su actual equipo es The Strongest de la Primera División de Bolivia.

## Clubes
| Club                    | País     | Año               |
| ----------------------- | -------- | ----------------- |
| Martín Ledesma          | Paraguay | 2013 - 2014       |
| Enrique Happ            | Bolivia  | 2017              |
| Independiente Petrolero | Bolivia  | 2018 - 2019       |
| Stormers San Lorenzo    | Bolivia  | 2020              |
| Independiente Petrolero | Bolivia  | 2021              |
| Guabirá                 | Bolivia  | 2022              |
| Independiente Petrolero | Bolivia  | 2022 - 2024       |
| The Strongest           | Bolivia  | 2025 - Actualidad |

## Palmarés

### Títulos nacionales
| Título           | Club                    | País    | Año  |
| ---------------- | ----------------------- | ------- | ---- |
| Primera División | Independiente Petrolero | Bolivia | 2021 |